# 개인형엑셀러레이터
개인형엑셀러레이터(영어: Individual Accelerator)는 스타트업에게 컨설턴트로서 전문지식과 엔젤투자자로서의 초기투자가 결합된 직업군으로의 스타트업과 중소기업의 공통된 가장 큰 문제인 돈(Money), 시간(Time), 사람(Man-power)이 부족한 현실에서 엔젤 투자자로서 스타트업의 시드 투자와 컨설턴트로서 전문지식을 활용하여 초기기업이 지니고 있는 문제점을 해결해 주는 직업이다.

국내의 엑셀러레이터 시장은 중소기업창업지원법 제19조의2에 따라 중소벤처기업부에 등록한 자본금, 전문인력 등의 요건을 갖춘 법인형 엑셀러레이터와 스타트업에게 컨설턴트로서 전문지식과 엔젤투자자로서의 초기투자가 결합된 직업군으로의 개인형 엑셀러레이터 두 개의 시장으로 양분되어 있으나, 아직 정부에서는 개인형 엑셀러레이터에 대하여는 별도의 자격조건이나, 직업군으로서의 지위를 부여하지 못하고 있는 상황이다.

## 논문

#### 스타트업 지원에 있어서 개인형 엑셀러레이터의 역할에 관한 연구 . 2018. 서울과학기술대학교
(A Study on the Role of Individual Accelerator)

## 관련 기사
- 김남욱 대표 “스타트업 생존가능성 증대 위해 한국 개인형 엑셀러레이터 협회 설립” 2019.07.10

- http://www.it-b.co.kr/news/articleView.html?idxno=31850%5B깨진+링크(과거+내용+찾기)%5D